# Maria Lourdes Afiuni
Maria Lourdes Afiuni é uma juiza venezuelana que foi presa em dezembro de 2009, meia hora após conceder liberdade condicional ao empresário Eligio Cedeño. A prisão domiciliar dela terminou em 14 de junho de 2013, contudo ela foi proibida de deixar o país e dar declarações para a imprensa. Grupos de direitos humanos acusam o presidente da Venezuela, Hugo Chávez de criar um clima de medo entre os magistrados que ameaça a independência do judiciário na Venezuela. [carece de fontes?]
| “ | Dei a ordem de liberdade e meia hora depois estava presa. Ficou evidente que ele era um prisioneiro político, e agora eu sou mais uma. Não houve suborno. A acusação já cruzou meus dados bancários e os de Cedeño. Não encontraram nada. Muitos advogados que vêm me visitar dizem que desde que fui presa nenhum juiz quer tomar uma decisão por temor de represálias | ” |

## A prisão
A juíza Afiuni foi presa por oficiais de inteligência logo após ter ordenado a liberdade em condicional em 10 de dezembro de 2009 do empresário Eligio Cedeño adiando seu julgamente por evasão de divisas. De acordo com as Nações Unidas, ela foi acusada de corrupção, conspiração, abuso de poder e ter facilitado a fuga do empresário para fora da Venezuela, inclusive, lhe foi negado a assistência de um defensor público. Um congressista venezuelano e pró-Chávez acusou a juíza ter aceitado suborno para conceder a condicional, mas ela negou e nenhuma prova foi apresentada da acusação.
Afiuni disse que estava seguindo as diretrizes das Nações Unidas quando libertou Cedeño, pois entendeu que ele encontrava-se detido por mais tempo do que a lei venezuelana permitia.

### Violações e aborto
Durante sua estadia na prisão, Afiuni enfrentou ameaças, tentativas de abuso e ataques, o que deteriorou gravemente sua saúde. O caso da magistrada venezuelana María Lourdes Afiuni tomou um rumo dramático com a revelação de que foi violada durante seu encarceramento e posteriormente sofreu um aborto. Afiuni revelou que foi abusada sexualmente na cadeia de Caracas, onde também foi vítima de agressões por parte de outras presas. Em fevereiro de 2011, foi concedida prisão domiciliar após uma operação de útero. Posteriormente, em março de 2019, foi condenada a cinco anos adicionais de prisão por "corrupção espiritual", uma acusação que ela considerou inventada. Afiuni, descrita como "a presa pessoal de Chávez", denunciou ter sofrido torturas e violações na prisão, o que lhe causou sérios problemas de saúde.

## Reações
O presidente Hugo Chávez chamou a juíza Afiuni de bandida, aplaudiu sua prisão e disse que ela deveria ser mantida na prisão por 30 anos. Ele também sugeriu que ela foi chantageada e que Simon Bolivar a teria enviado para execução.
Diversos grupos internacionais expressaram preocupação a cerca da prisão da juíza Afiuni. Em dezembro de 2009, três especialistas em direitos humanos das Nações Unidas pediram a libertação imediata e incondicional da juíza Afiuni.